# Journal of Experimental & Clinical Cancer Research
Das Journal of Experimental & Clinical Cancer Research, abgekürzt J. Exp. Clin. Cancer Res., ist eine wissenschaftliche Fachzeitschrift, die vom Biomed Central-Verlag veröffentlicht wird. Die Zeitschrift erscheint ausschließlich online und ist frei zugänglich. Es werden Arbeiten veröffentlicht, die sich mit der Onkologie und der Behandlung von Krebserkrankungen beschäftigen.
Der Impact Factor lag im Jahr 2023 bei 11,4. Nach dem SCImago Journal Rank-Indikator wird das Journal in der Kategorie Onkologie an 37. Stelle von 397 Zeitschriften geführt.